# Frankfurter Latern
Die Frankfurter Latern war eine politische Satirezeitschrift, welche unter unterschiedlichen Titeln zwischen 1860 und 1893 von Friedrich Stoltze bis zu seinem Tod 1891 in Frankfurt am Main herausgegeben wurde.

## Titel und Erscheinungsdaten

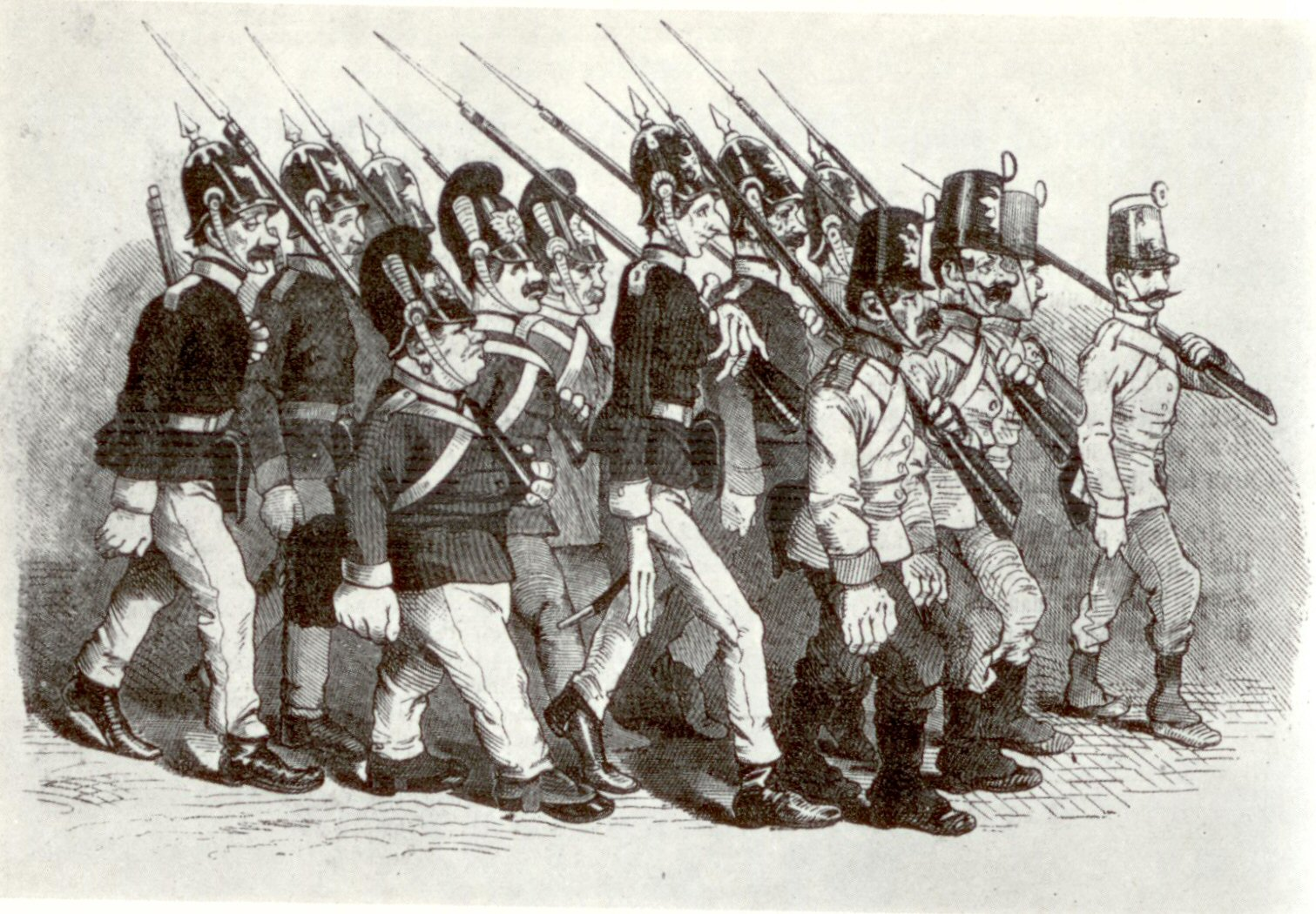
Ein Bild deutscher Einheit – Patrouille der Bundes-Garnison in Frankfurt a. M.
Karikatur in der Frankfurter Latern vom 22. November 1860

### Frankfurter Latern  (1860–1865)
1860 gründete Stoltze zusammen mit seinem langjährigen Freund, dem Zeichner und Karikaturisten Ernst Schalck, die Frankfurter Latern als politisch-satirische Zeitschrift nach dem Vorbild des Berliner Kladderadatsch. Die Texte verfasste Stoltze selbst, illustriert wurden sie hauptsächlich von Schalck, aber auch von Albert Hendschel und zeitweise von Wilhelm Busch.
Nach einer Probenummer im August 1860 erschien das Blatt ab November 1860 alle zehn Tage als Illustrirtes-satyrisches, humoristisch-lyrisches, kritisch-raisonnirendes, ästherisch-annoncirendes Wochenblatt, wo die Woch’ zehn Tage hat. Jede Ausgabe enthielt auf vier Seiten Gedichte, Epigramme und Kommentare zu aktuellen Ereignissen. Vor allem in den Mundartstücken und den Zeichnungen kritisierte das Blatt den deutschen Partikularismus und verspottete die Politik der Großmächte Frankreich und Preußen.
In jeder Nummer ließ Stoltze den Kleinbürger Hampelmann in Frankfurter Mundart über ein aktuelles politisches Thema räsonieren. Außerdem gehörte in jede Latern ein Dialog zwischen Millerche und dem Berjerkapitän, ebenfalls in Mundart. Alle drei Figuren stammten aus Lustspielen des in Frankfurt populären Mundartdichters Carl Malß.
Bereits 1862 geriet die Latern wegen ihrer kritischen Haltung zur preußischen Politik ins Visier der preußischen Justiz. Die von Gerichten verhängten Geld- und Haftstrafen gegen Schalck konnten jedoch in der Freien Stadt Frankfurt nicht vollstreckt werden.
Am 23. August 1865 starb Schalck an einer Lungenkrankheit. In Nummer 32 am 6. September 1865, die auch sonst in ernstem Ton gehalten ist, veröffentlichte Stoltze ein Trauergedicht auf seinen Freund. Am 30. September 1865 erschien die Latern mit der Doppelnummer 35&36 letztmals in ihrer bisherigen Form. 

### Friedrich Stoltze’s Frankfurter Latern (1865–1866)
Am 16. Oktober 1865 erschien die Nr. 1 von Friedrich Stoltze’s Frankfurter Latern, mit der Stoltze eine neue Zählung als nunmehr alleinverantwortlicher Redakteur und Herausgeber begann. Mit der Nr. 2 vom 23. Oktober änderte sich auch der Untertitel in Gasometrisch-lyrische, electrisch-satyrische, galvanisch-raisonnirische Original-Beleuchtung, alle zweihundertundvierzig Stunden herausgegeben und angezunden. 
Die Latern erreichte inzwischen hohe Auflagen, wurde aber außerhalb Frankfurts wegen ihrer antipreußischen Haltung zunehmend von der Zensur bedrängt. Die Ausgaben der beiden Jahrgänge 1865 und 1866 sind geprägt von den zunehmenden innenpolitischen Konflikten, die zum Deutschen Krieg führten. Am 14. Juli 1866, zwei Tage vor der Besetzung der Freien Stadt durch preußische Truppen, erschien die für lange Zeit letzte Ausgabe der Latern. Am 21. Juli 1866 besetzten die Preußen das Redaktionsbüro in der Großen Eschenheimer Gasse. Stoltze musste in die Schweiz fliehen und konnte erst nach der Annexion Frankfurts durch Preußen aufgrund einer Amnestie wieder zurückkehren.  

### Einzelne Ausgaben unter preußischer Zensur (1867–1871)
In den folgenden Jahren versuchte Stoltze mit Unterstützung preußenkritischer Frankfurter Bürger immer wieder, sein Blatt weiter erscheinen zu lassen. 1867 und 1868 erschienen einzelne Nummern unter dem Titel Der wahre Jacob, teils mit dem Untertitel Ridentem dicere verum („Lächelnd die Wahrheit sagen“), teilweise Neue Frankfurter Latern und Neue Frankfurter Leuchte, eine Confiszirt-lyrisch, arretirt-satyrische, galvanisch-raisonnirische Originalbeleuchtung, alle 768 Stunden herausgegeben und angezunden. 1870 gelange es Stoltze, vier Nummern der Latern die Zensur passieren zu lassen, 1871 waren es drei. Im November 1871 veröffentlichte er das selbstironische Gedicht Schon wieder eine Nummer, kündigte aber zugleich an, dass die Latern ab 1. Januar 1872 regelmäßig erscheinen werde.

### Frankfurter Latern (1872–1893)
Tatsächlich erschien die erste Ausgabe der neuen Frankfurter Latern erst am 17. Februar 1872, von da ab jedoch regelmäßig jede Woche bis zu Stoltzes Tod 1891 als Satyrisches, humoristisch-lyrisches, kritisch-raisonnirendes, ästhetisch-annocirendes Wochenblatt. Die Nummer 13 des 27. Jahrgangs vom 28. März 1891 war die letzte von Stoltze verantwortete Ausgabe. Am 4. April erschien die Nummer 14, die die Redaktion Stoltze widmete und gleichzeitig ankündigte, das Blatt in seinem Namen fortführen zu wollen. Es erschien noch für knapp zwei Jahre, zunächst unter Verantwortung von Stoltzes ältester Tochter Lyda, ab 1892 unter dem von ihr beauftragten Redakteur Max Hirschfeld. Die Latern war zuletzt ein humoristisches Wochenblatt, ohne an die literarische und journalistische Qualität Stoltzes anknüpfen zu können. Sie wurde mit der Nr. 13 vom 25. März 1893 endgültig eingestellt.